# Kunbir atricollis
Kunbir atricollis là một loài bọ cánh cứng trong họ Cerambycidae.